# Österreichisches Sport- und Turnabzeichen

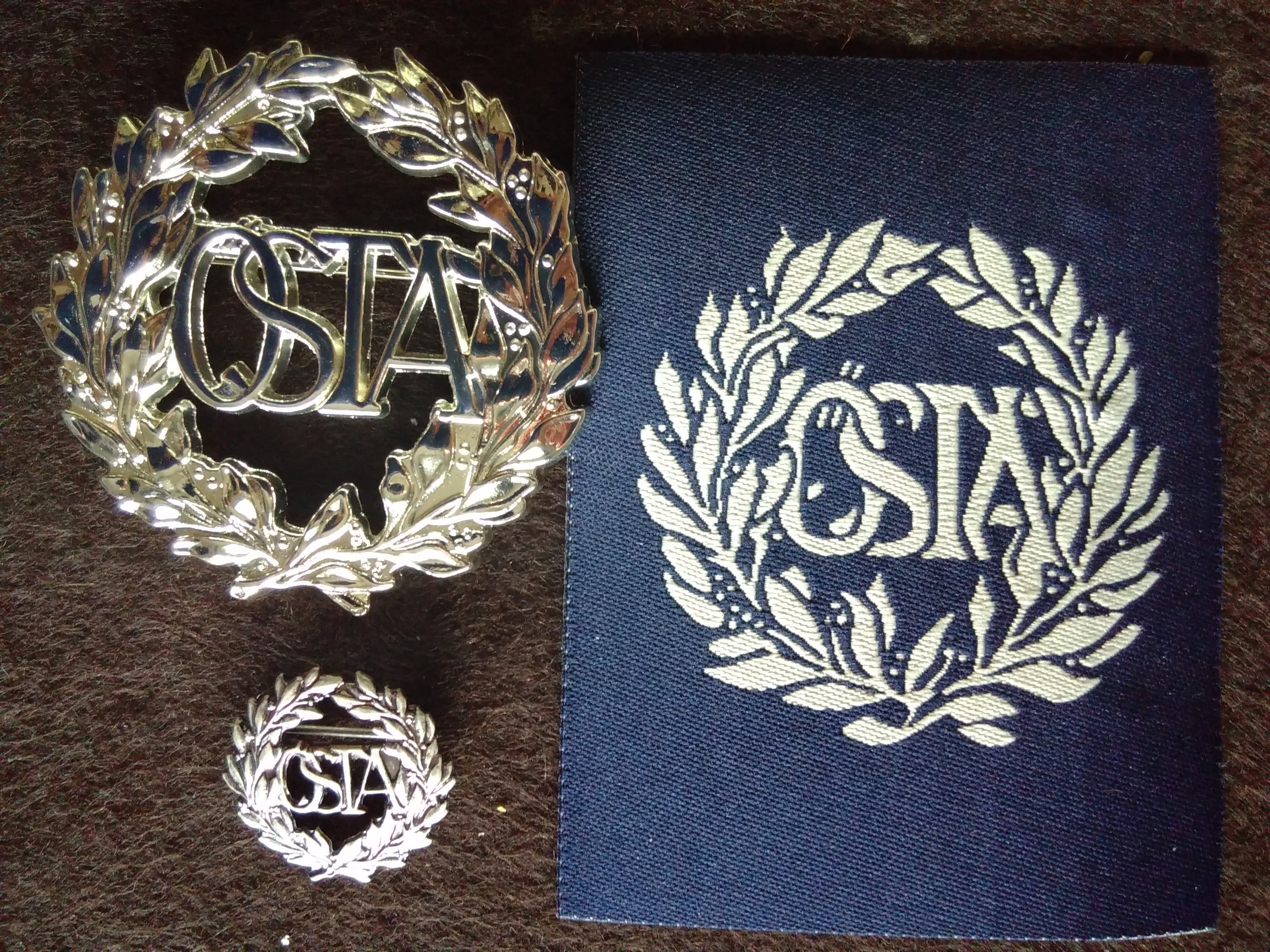
Österreichisches Sport- und Turnabzeichen in Silber, Grundstufe

Das Österreichische Sport- und Turnabzeichen (ÖSTA) ist eine Auszeichnung für vielseitige sportliche Leistungen, das basierend auf Leichtathletikdisziplinen verschiedene Aspekte der körperlichen Fitness prüft.

## Geschichte
Nach Vorbild der schwedischen Idrottsmärke und des Deutschen Sportabzeichens wurde im Dezember 1920 das „Österreichische Sportabzeichen“ geschaffen und im April 1921 beim Gustav-Jahn-Skirennen die ersten Abnahmen durchgeführt.
Im Juli 1921 wurde der Entwurf eines Abzeichens präsentiert, das am 9. Dezember desselben Jahres genehmigt wurde.
Um neben den Mitgliedern der Sportvereine auch die der Turnvereine zum Ablegen eines Leistungsabzeichens zu gewinnen, wurde am 30. November 1930 das Sportabzeichen in das „Österreichische Sport- und Turnabzeichen“ umbenannt. 1934 wurde das ÖSTA durch das Jugend-Sport- und Turnabzeichen ergänzt.
Mit dem „Anschluss“ an das Dritte Reich 1938 erlosch auch die sportliche Souveränität Österreichs: wer seine sportliche Leistungsfähigkeit bestätigen wollte, musste das Deutsche Reichssportabzeichen ablegen.
Nach dem Zweiten Weltkrieg nahmen sich Viktor Kollas und sein Sportreferent Franz Gfatter in der neu eingerichteten Sportabteilung im Unterrichtsministerium des ÖSTA an. Die Bestimmungen wurden 1947 neu erlassen, hinzu kam 1948 das ÖSTA-V für Versehrte.
Seitdem wird das ÖSTA jährlich vom jeweils zuständigen Ministerium vergeben:
- ab 1948 Unterrichtsministerium,
- ab 1991 Bundesministerium für Gesundheit, Sport und Konsumentenschutz,
- ab 1995 Bundeskanzleramt,
- ab 2000 Bundesministerium für öffentliche Leistung und Sport,
- ab 2003 Bundeskanzleramt,
- ab 2009 Bundesministerium für Landesverteidigung und Sport,
- ab 2018 Bundesministerium für öffentlichen Dienst und Sport,
- ab 2020 Bundesministerium für Kunst, Kultur, öffentlichen Dienst und Sport.

## Voraussetzung
Für Erwachsene ist das ÖSTA in drei Altersklassen (18–29 Jahre Bronze, 30–39 Jahre Silber, ab 40 Jahre Gold), diese in jeweils zwei Leistungsstufen (Grundstufe, Leistungsstufe) unterteilt. Für Jugendliche gibt es das Österreichische Sport- und Turnabzeichen für Jugendliche (ÖSTA-J) in zwei Altersklassen (13–18 Jahre Bronze, 15–18 Jahre Silber/Gold). Das ÖSTA und das ÖSTA-J sind in 18 Versehrtenklassen unterteilt, um möglichst viele Arten von körperlichen Behinderungen berücksichtigen zu können.
Zur Erlangung der Abzeichen ist jeweils eine Übung aus fünf verschiedenen Gruppen (sportmotorische Grundfähigkeiten) (Schwimmen, Springen, Schnelligkeit, Kraft und Ausdauer) zu absolvieren. Die fünf geforderten Leistungen müssen innerhalb von zwölf Monaten, vom Tag der ersten Prüfung an gerechnet, erfüllt werden. Sie werden dem Kalenderjahr zugerechnet, in dem die letzte Leistung erbracht wurde.
Das ÖSTA versteht sich als sportlicher Gradmesser für Amateursportler sowie Angehörige von Feuerwehr, Polizei und Militär, die ihre allgemeine Kondition prüfen und bestätigen wollen.
Auch Ausländer können das ÖSTA ablegen. Prüfer für das Deutsche Sportabzeichen dürfen das ÖSTA abnehmen sowie im Gegenzug die österreichischen Prüfer für das ÖSTA das Deutsche Sportabzeichen.

## Disziplinen
Es ist jeweils eine Disziplin aus den fünf verschiedenen Gruppen (sportmotorische Grundfähigkeiten) zu absolvieren. Das Österreichisches Sport- und Turnabzeichen enthält Disziplinen aus der Leichtathletik, dem Turnen, dem Schwimmsport, dem Radfahren, Wandern und Skilanglauf.
| Gruppe | Anforderung   | Disziplinen |
| ------ | ------------- | --- |
| 1      | Schwimmen     | 200/300 m Schwimmen oder Dauerschwimmen                                                                         |
| 2      | Springen      | Hochsprung, Weitsprung, Kastensprung oder Bocksprung                                                            |
| 3      | Schnelligkeit | 60/100/400 m Laufen                                                                                             |
| 4      | Kraft         | Kugelstoßen, Steinstoßen oder Schlagball                                                                        |
| 5      | Ausdauer      | 400/500/1000 m Schwimmen, 1000/2000/5000 m Laufen, 10/20 km Wandern, 10/20 km Radfahren, 5/10/15 km Skilanglauf |

## Gestaltung
Das ÖSTA für Erwachsene zeigt den Schriftzug ÖSTA in einem oben offenen Kranz – je nach Altersstufe in Bronze, Silber oder Gold. Bei der Leistungsstufe wird das Abzeichen zusätzlich von der Flagge Österreichs hinterfangen.
Bei erfolgreicher Ableistung erhält der Prüfling eine Urkunde und ein Stoffabzeichen. Bei jeder fünften Wiederholung der Prüfung wird die Zahl der Verleihung (5, 10, 15, 20, …) hinzugefügt.
Entsprechende Metallabzeichen können in zwei Größen (19 × 19 mm oder 46 × 46 mm) geordert und an der Uniform getragen werden. Eine offizielle Bandschnalle des ÖSTA existiert nicht.

## Abbildungen

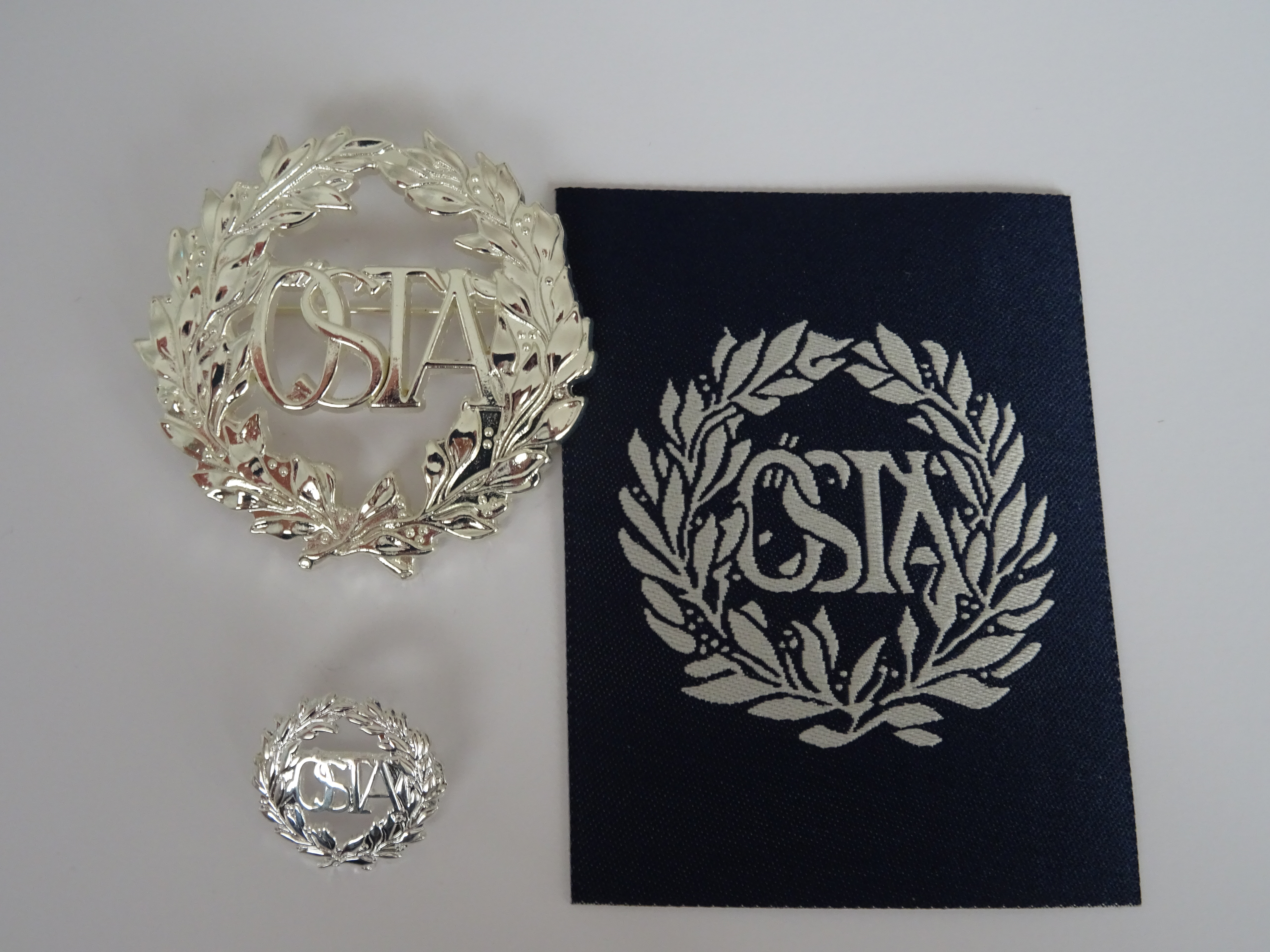
Österreichisches Sport- und Turnabzeichen, Silber (30–39 Jahre), Grundstufe